# 冬柏站
冬柏站（：／ Dongbaek yeok */?）是釜山地鐵2號線沿線的一座地下車站，位於韓國釜山廣域市海雲臺區佑洞。

## 車站結構
站體為2面2線側式月台的地下車站，候車月台設有月台幕門，並有3處出口。
本站無法轉乘反方向列車。

### 月台配置
| 海雲臺 ↑ |
| \| 下    |
| ↓ BEXCO  |

| 月台 | 路線               | 目的地                     |
| ---- | ------------------ | -------------------------- |
| 上行 | ●釜山都市铁道2号线 | 西面、沙上、德川、梁山方向 |
| 下行 | ●釜山都市铁道2号线 | 海雲臺、萇山方向           |

## 歷史
- 2002年8月29日：落成啟用。

## 車站周邊
- 冬柏岛
- The Bay 101
- 威斯汀朝鮮酒店
- 釜山遊艇競技場
- 海雲臺消防署
- 海雲臺自來水事業所
- 釜山機械工業高校

## 圖片

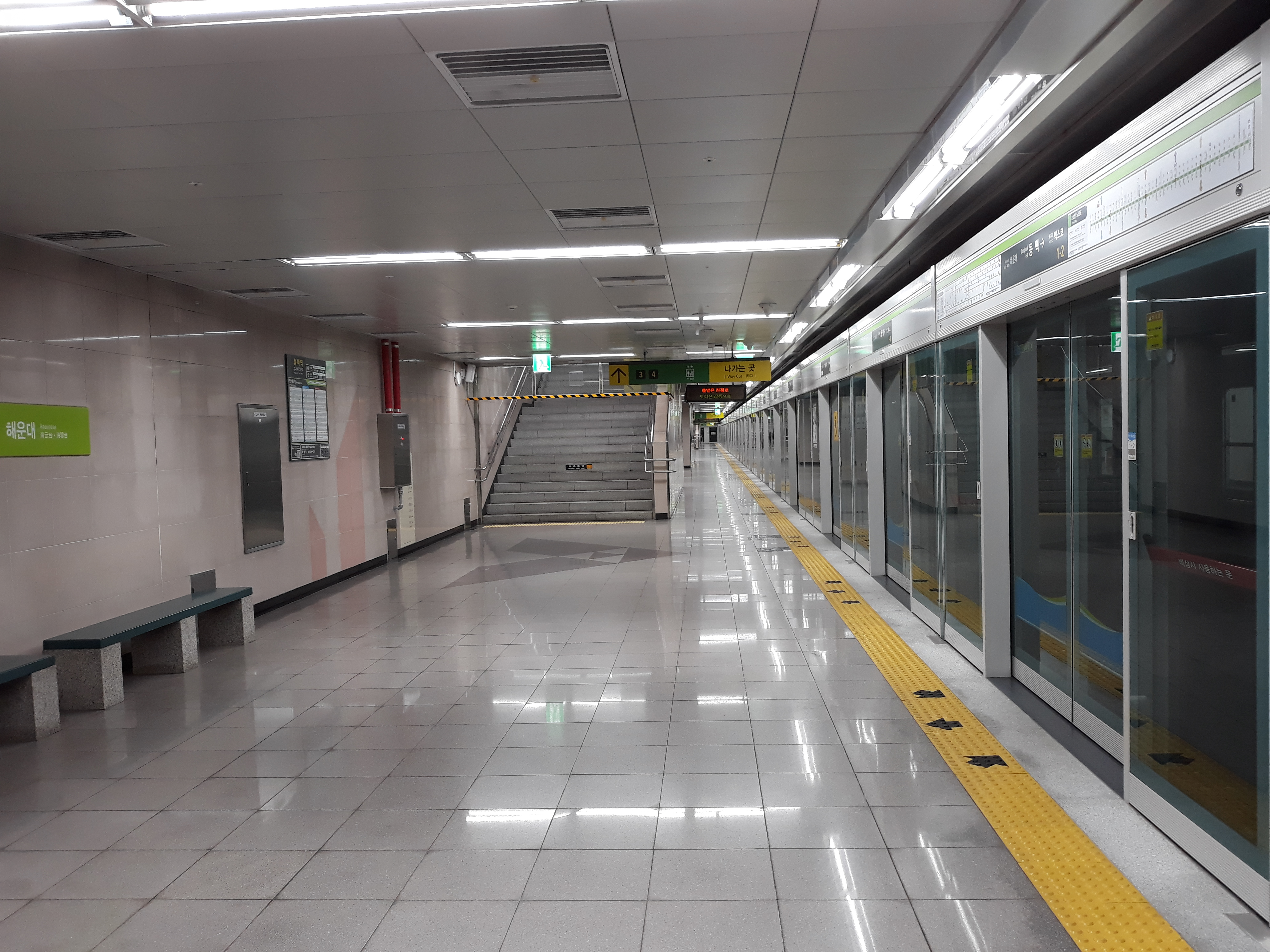
候車月台
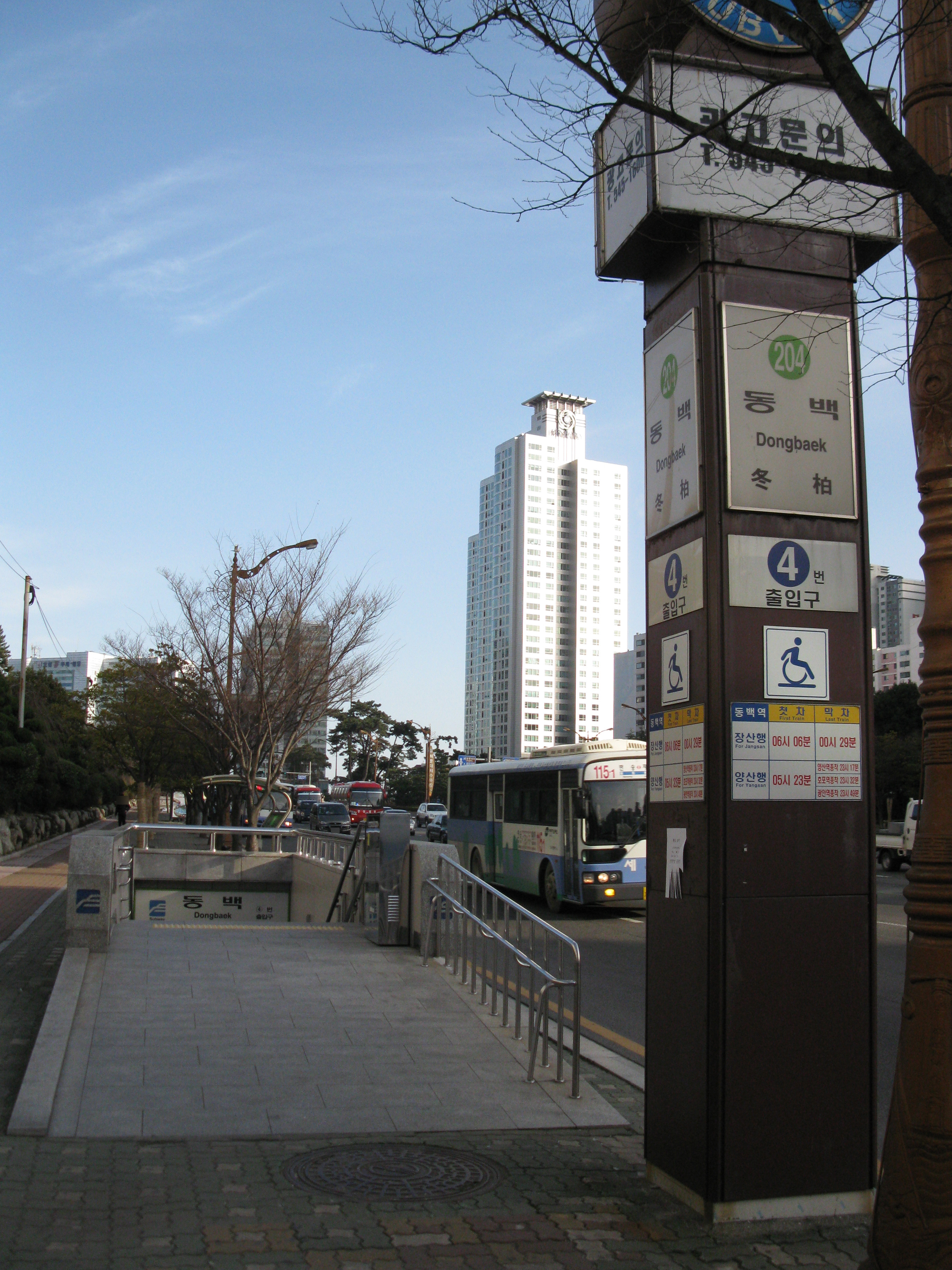
4號出口

## 相鄰車站
釜山交通公社
●釜山都市铁道2号线
海雲臺（203）－冬柏（204）－BEXCO（205）